# Liste der Monuments historiques in Marigny-le-Châtel
Die Liste der Monuments historiques in Marigny-le-Châtel führt die Monuments historiques in der französischen Gemeinde Marigny-le-Châtel auf.

## Liste der Objekte
| Bezeichnung                     | Beschreibung | Standort                        | Kennzeichnung | Schutzstatus | Datum | Bild |
| ------------------------------- | --- | ------------------------------- | ------------- | ------------ | ----- | ---- |
| Hauptaltar                      | Nischenretabel; Holz, farbig gefasst, zweites Viertel des 16. Jahrhunderts; aus dem Umfeld des Meisters von Chaource | in der Kirche St-Maurice (Lage) | PM10001155    | Classé       | 1908  |      |
| Kirchenfenster                  | aus dem 16. Jahrhundert                                                                                              | in der Kirche St-Maurice (Lage) | PM10001156    | Classé       | 1908  |      |
| Grabstein für die Dame Hebeline | Kalkstein, bezeichnet 1295                                                                                           | in der Kirche St-Maurice (Lage) | PM10001157    | Classé       | 1913  |      |